# Pararhacocarpus patagonicus
Pararhacocarpus patagonicus är en bladmossart som beskrevs av G. Frahm 1996. Pararhacocarpus patagonicus ingår i släktet Pararhacocarpus och familjen Hedwigiaceae. Inga underarter finns listade i Catalogue of Life.